# Landesregierung Stelzer I
- SPÖ: 1
- GRÜNE: 1
- ÖVP: 4
- FPÖ: 3

Die Landesregierung Stelzer I bildete die Oberösterreichische Landesregierung in der XXVIII. Gesetzgebungsperiode ab dem 6. April 2017. Sie folgte der Landesregierung Pühringer V nach und wurde am 23. Oktober 2021 von der Landesregierung Stelzer II abgelöst. Auf Grund des Proporzsystems waren alle Landtagsfraktionen auch in der Landesregierung vertreten.

## Geschichte
Am 11. September 2016 wurden von der ÖVP Oberösterreich die personellen Weichenstellungen für die Zeit nach Landeshauptmann Josef Pühringer präsentiert. Der bisherige Landeshauptmannstellvertreter Thomas Stelzer folgte Pühringer mit 6. April 2017 als Landeshauptmann nach und erhielt auch das Finanzressort, Landesrat Michael Strugl erhielt ein Mitspracherecht beim laufenden Budget und der mittelfristigen Finanzplanung. Außerdem wanderten die Forschungs- und Wissenschaftsagenden von Stelzer zu Strugl.
Am 9. Februar 2017 wurde bekannt, dass Josef Pühringer am 6. April 2017 sein Amt an Thomas Stelzer übergeben soll. Mit 6. April 2017 wurde Christine Haberlander neue Landesrätin, Landesrat Michael Strugl folgte als Landeshauptmannstellvertreter nach. Die Frauenagenden wanderten im Juli 2016 vorübergehend von ÖVP-Landesrat Thomas Stelzer an die SPÖ-Landesrätin Birgit Gerstorfer, diese wurden von ÖVP-Landesrätin Christine Haberlander übernommen.
Am 14. Juni 2018 wurde bekanntgegeben, dass Markus Achleitner aufgrund des Wechsels von Michael Strugl in den Vorstand des Stromkonzerns Verbund AG Landesrat in der oberösterreichischen Landesregierung werden soll. Achleitner wurde am 6. Dezember 2018 angelobt und ist für das Standortressort mit Wirtschafts-, Wissenschafts- und Forschungsagenden verantwortlich. Als Landeshauptmann-Stellvertreterin folgte Strugl Christine Haberlander nach. Den Bereich Finanzen verantwortet Stelzer alleine.
Am 20. Mai 2019 erklärte Landesrat Elmar Podgorschek nach Bekanntwerden der Ibiza-Affäre seinen Rücktritt. Am 21. Mai 2019 wurde Wolfgang Klinger als sein Nachfolger präsentiert, am 23. Mai 2019 erfolgte Klingers Angelobung.
Mit 7. Jänner 2020 wechselte Rudi Anschober als Gesundheits- und Sozialminister in die Bundesregierung Kurz II, in der Landtagssitzung am 30. Jänner 2020 wurde Stefan Kaineder zu seinem Nachfolger als Landesrat gewählt. Landeshauptmann Thomas Stelzer übernahm vom 7. bis zum 30. Jänner 2020 interimistisch die Agenden von Landesrat Anschober.

## Regierungsmitglieder
| Amt                                                     | Bild | Name                     | Partei | Partei | Zuständigkeitsbereiche |
| ------------------------------------------------------- | ---- | ------------------------ | ------ | ------ | --- |
| Landeshauptmann                                         |      | Thomas Stelzer           |        | ÖVP    | Finanzen, Kultur, Personal, Jugend, Entwicklungszusammenarbeit interimsweise vom 7. bis zum 30. Jänner 2020 auch Umwelt, Asyl, Integration |
| Landeshauptmann-Stellvertreter                          |      | Manfred Haimbuchner      |        | FPÖ    | Wohnbau, Naturschutz, Hochbau, Baurecht, Familien                                                                                          |
| Landeshauptmann-Stellvertreterin                        |      | Christine Haberlander    |        | ÖVP    | Bildung, Kinderbetreuung, Gesundheit und Frauen                                                                                            |
| Landesrätin                                             |      | Birgit Gerstorfer        |        | SPÖ    | Gemeinden (geteilt mit Maximilian Hiegelsberger), Soziales                                                                                 |
| Landesrat                                               |      | Markus Achleitner        |        | ÖVP    | Wirtschaft, Forschung und Sport Nachfolger von Michael Strugl Angelobung am 6. Dezember 2018                                               |
| Landesrat                                               |      | Maximilian Hiegelsberger |        | ÖVP    | Gemeinden (geteilt mit Birgit Gerstorfer), Landwirtschaft                                                                                  |
| Landesrat                                               |      | Stefan Kaineder          |        | Grüne  | Umwelt, Asyl, Integration Nachfolger von Rudi Anschober Angelobung am 30. Jänner 2020                                                      |
| Landesrat                                               |      | Wolfgang Klinger         |        | FPÖ    | Sicherheit, Feuerwehrwesen, Hochwasserschutz Nachfolger von Elmar Podgorschek Angelobung am 23. Mai 2019                                   |
| Landesrat                                               |      | Günther Steinkellner     |        | FPÖ    | Infrastruktur |
| Vorzeitig ausgeschiedene Mitglieder der Landesregierung |      |                          |        |        | |
| Landeshauptmann-Stellvertreter                          |      | Michael Strugl           |        | ÖVP    | Arbeitsmarkt, Wirtschaft, Tourismus, Energie, Europa, Sport, Raumordnung, Forschung, Wissenschaft                                          |
| Landesrat                                               |      | Rudolf Anschober         |        | Grüne  | Umwelt, Asyl, Integration bis 7. Jänner 2020 Nachfolger Stefan Kaineder                                                                    |
| Landesrat                                               |      | Elmar Podgorschek        |        | FPÖ    | Sicherheit, Feuerwehrwesen, Hochwasserschutz Rücktritt bekanntgegeben am 20. Mai 2019                                                      |